# Canadian, Victoria
Canadian är en ort i Australien. Den ligger i kommunen Ballarat North och delstaten Victoria, omkring 99 kilometer väster om delstatshuvudstaden Melbourne. Antalet invånare är 3 203. Närmaste större samhälle är Ballarat, nära Canadian. 